# رقاع عطر
رِقَاع عَطِر هي شجرة من جنس رقاع في الفصيلة الأزدرختية. تعلو من ٥ إلى ٨ أمتار. أزهار صفراء عطرية العرف المستحب.